# Rolla, Kansas
Rolla är en ort i Morton County i det sydvästra hörnet av den amerikanska delstaten Kansas med en yta av 0,9 km² och en folkmängd som uppgår till 482 invånare (2000).